# Rugby Europe Championship U20 2017
El Rugby Europe U20 Championship del 2017 fue la primera edición del torneo y se celebró en el Estadio Nacional de Rugby Arcul de Triumf de Bucarest, Rumania.
Hasta el 2015 se jugaba con selecciones menores a 19 años y también otorgaba una plaza para el Trofeo Mundial de Rugby Juvenil del siguiente año.
Portugal se llevó el campeonato al vencer en la final a sus vecinos de España por 12 - 7, de esta forma clasificó a Uruguay 2017. La selección de Georgia no participó del torneo por estar clasificada de antemano al Mundial Juvenil 2017 que precisamente se organiza en su país.

## Equipos participantes
- Selección juvenil de rugby de Alemania
- Selección juvenil de rugby de Bélgica
- Selección juvenil de rugby de España
- Selección juvenil de rugby de los Países Bajos
- Selección juvenil de rugby de Portugal
- Selección juvenil de rugby de Rumania
- Selección juvenil de rugby de Rusia
- Selección juvenil de rugby de Suiza

## Eliminatoria
|  | Cuartos de final | Cuartos de final |         |         | Semifinales            | Semifinales            |  |  | Final | Final |
|  |                  |                  |         |         |                        |                        |  |  |       |       |
|  |                  |                  |         |         |                        |                        |  |  |       |       |
|  |                  |                  |         |         |                        |                        |  |  |       |       |
|  | España           | 36               |         |         |                        |                        |  |  |       |       |
|  | España           | 36               |         |         |                        |                        |  |  |       |       |
|  | Suiza            | 13               |         |         |                        |                        |  |  |       |       |
|  | Suiza            | 13               | España  | 37      |                        |                        |  |  |       |       |
|  |                  |                  | España  | 37      |                        |                        |  |  |       |       |
|  |                  | Rusia            | 19      |         |                        |                        |  |  |       |       |
|  | Rusia            | Rusia            | 19      | 47      |                        |                        |  |  |       |       |
|  | Rusia            |                  |         | 47      |                        |                        |  |  |       |       |
|  | Alemania         | 10               |         |         |                        |                        |  |  |       |       |
|  | Alemania         | 10               | España  | 7       |                        |                        |  |  |       |       |
|  |                  |                  | España  | 7       |                        |                        |  |  |       |       |
|  |                  | Portugal         | 12      |         |                        |                        |  |  |       |       |
|  | Rumania          | Portugal         | 12      | 28      |                        |                        |  |  |       |       |
|  | Rumania          |                  |         | 28      |                        |                        |  |  |       |       |
|  | Bélgica          | 22               |         |         |                        |                        |  |  |       |       |
|  | Bélgica          | 22               | Rumania | 16      | Tercer y cuarto puesto | Tercer y cuarto puesto |  |  |       |       |
|  |                  |                  | Rumania | 16      | Tercer y cuarto puesto | Tercer y cuarto puesto |  |  |       |       |
|  |                  | Portugal         | 21      |         |                        |                        |  |  |       |       |
|  | Portugal         | Portugal         | 21      | 42      | Rusia                  | 33                     |  |  |       |       |
|  | Portugal         |                  |         | 42      | Rusia                  | 33                     |  |  |       |       |
|  | Países Bajos     | 5                |         | Rumania | 5                      |                        |  |  |       |       |
|  | Países Bajos     | 5                |         |         | 5                      |                        |  |  |       |       |
|  |                  |                  |         |         |                        |                        |  |  |       |       |
|  |                  |                  |         |         |                        |                        |  |  |       |       |

## Clasificación del 5º al 8º puesto
|  | Eliminatoria del 5º al 8º | Eliminatoria del 5º al 8º |    |             | Partido por el 5º lugar | Partido por el 5º lugar |  |
|  |                           |                           |    |             |                         |                         |  |
|  | 29 de marzo               |                           |    |             |                         |                         |  |
|  | Suiza                     | 24                        |    |             |                         |                         |  |
|  | Alemania                  | 41                        |    |             |                         |                         |  |
|  |                           |                           |    |             |                         |                         |  |
|  |                           |                           |    |             | 1º de abril             |                         |  |
|  |                           |                           |    |             | Alemania                | 14                      |  |
|  |                           | Bélgica                   | 30 |             |                         |                         |  |
|  |                           |                           |    |             |                         |                         |  |
|  |                           |                           |    |             |                         |                         |  |
|  |                           |                           |    |             | Partido por el 7º lugar |                         |  |
|  | 29 de marzo               | 29 de marzo               |    | 1º de abril | 1º de abril             |                         |  |
|  | Bélgica                   | 30                        |    | Suiza       | 0                       |                         |  |
|  | Países Bajos              | 30                        |    |             | Países Bajos            | 30                      |  |

## Partidos

### Cuartos de finales
| 26 de marzo 11:00 | España | 36 - 13 | Suiza |  |  |
|                   |        | Reporte |       |  |  |

| 26 de marzo 13:00 | Portugal | 42 - 5  | Países Bajos |  |  |
|                   |          | Reporte |              |  |  |

| 26 de marzo 15:00 | Rusia | 47 - 10 | Alemania |  |  |
|                   |       | Reporte |          |  |  |

| 26 de marzo 17:00 | Rumania | 28 - 22 | Bélgica |  |  |
|                   |         | Reporte |         |  |  |

### Semifinales

#### Semifinales por 5º puesto
| 29 de marzo 11:00 | Suiza | 24 - 41 | Alemania |  |  |
|                   |       | Reporte |          |  |  |

| 29 de marzo 13:00 | Bélgica | 30 - 30 | Países Bajos |  |  |
|                   |         | Reporte |              |  |  |

#### Semifinales por el título
| 29 de marzo 15:00 | España | 37 - 19 | Rusia |  |  |
|                   |        | Reporte |       |  |  |

| 29 de marzo 17:00 | Rumania | 16 - 21 | Portugal |  |  |
|                   |         | Reporte |          |  |  |

### Finales

#### 7º puesto
| 1º de abril 11:00 | Suiza | 0 - 30  | Países Bajos |  |  |
|                   |       | Reporte |              |  |  |

#### 5º puesto
| 1º de abril 13:00 | Alemania | 14 - 30 | Bélgica |  |  |
|                   |          | Reporte |         |  |  |

#### 3º puesto
| 1º de abril 15:00 | Rusia | 33 - 5  | Rumania |  |  |
|                   |       | Reporte |         |  |  |

#### 1º puesto
| 1º de abril 17:00 | España | 7 - 12  | Portugal |  |  |
|                   |        | Reporte |          |  |  |

| Bandera de Portugal |
| Campeón Portugal    |
| Primer título       |